# خوان فرانسيسكو مورينو فويرتس
خوان فرانسيسكو مورينو فويرتس (بالإسبانية: Juan Francisco Moreno Fuertes)‏ أو كما يعرف باسم خوانفران (مواليد 11 سبتمبر 1988) هو لاعب كرة قدم إسباني يلعب في مركزي الظهير الأيمن والجناح الأيمن ، ويلعب حاليًا لنادي ديبورتيفو لاكورونيا الإسباني.

## بطولات وإنجازات اللاعب

### ريال مدريد كاستيا
- الدوري الإسباني الدرجة الثانية بي: 2011–2012

### ريال مدريد
- كأس ملك إسبانيا: 2010–2011

## روابط خارجية
- خوان فرانسيسكو مورينو فويرتس على موقع اتحاد تركيا (لاعب) (الإنجليزية)
- خوان فرانسيسكو مورينو فويرتس على موقع قاعدة بيانات كرة القدم.إي يو (الإنجليزية)
- خوان فرانسيسكو مورينو فويرتس على موقع Soccerbase.com (لاعب) (الإنجليزية)
- خوان فرانسيسكو مورينو فويرتس على موقع Soccerway.com (الإنجليزية)
- خوان فرانسيسكو مورينو فويرتس على موقع عالم كرة القدم.نت (الإنجليزية)
- خوان فرانسيسكو مورينو فويرتس على موقع AS.com (الإسبانية)
- Juanfran